# Bronisława Wajs
Papusza, polským jménem Bronisława Wajs, rozená Zielińska (17. srpna 1908 Sitaniec – 8. února 1987 Inowrocław), byla polská romská básnířka z etnické skupiny Polska Roma, píšící v romštině.

## Život
Její matka byla Katarzyna Zielińska. Otec zemřel na Sibiři kolem roku 1914. Matka se znovu provdala za Jana Wajse. Papusza nikdy nechodila do školy. Ve svých 16 se provdala za Dionizyho Wajse, bratra svého otčíma, harfeníka, který byl o 24 let starší než ona († 1972). Neměli děti, ale po druhé světové válce vychovávali válečného sirotka jménem Władysław, kterému se přezdívalo „Tarzanio“. Byla jednou z mála Romek, které se samy naučily číst a psát.
Před 2. světovou válkou putovala její karavana po Volyni, Podolí a Vilniusu, za války se s karavanou ukrývala ve volyňských lesích, což popsala v básni Krwawe łzy co za Niemców przeszliśmy na Wołyniu w 1943 i 44 roku (Krvavé slzy co jsme za Němců zakusili ve Wołyni v r. 1943 a 1944). Po válce vedla trasa karavany přes Mazury a Pomořany na západ Polska. Zimu 1947/1948 strávila ve Wieprzycích a na přelomu let 1949 a 1950 žila ve Witnici. V roce 1950 se Bronisława Wajs usadila v Żagani. Od roku 1953 trvale žila v Gorzowu Wielkopolském, což bylo důsledkem osidlovacího příkazu vydaného v Polské lidové republice. V roce 1981 se staré a nemocné ženy ujala její sestra Janina Zielińska, která žila v Inowrocławi.
Zemřela 8. února 1987 v Inowroclawi. Byla pohřbena 14. února na inowrocławském hřbitově svatého Josefa.

## Dílo
Talent básnířky objevil pro polské čtenářstvo v roce 1949 Jerzy Ficowski – později se stal jejím překladatelem z romštiny. První překlady jejích textů poslal básníku Julianu Tuwimovi, díky němuž byly později vydány. Dílo Papusze se poprvé objevilo v literárním tisku v roce 1950 v měsíčníku „Problemy“ (č. 10/50). Vyšel v něm Tuwimův rozhovor s Ficowským, ke kterému byly připojeny čtyři básně a několik fotografií básnířky přezdívané „Papusza“. Oficiálně Papusza debutovala v časopisu Nowa Kultura, kde byla v roce 1951 vytištěná její báseň. Ve stejné době se životopis básnířky objevil v měsíčníku „Twórczość“ (Tvorba) spolu s Písní Cikánky (Pieśń Cyganki).
V romském prostředí se setkala s kritikou kvůli odklonu od tradiční role ženy. V roce 1953, po vydání Ficowského knihy Cyganie polscy, v níž popsal romské náboženství, mravní zákony a slovník romských výrazů, byla Papusza odmítnuta romskou komunitou kvůli zradě kmenových tajemství. Šikana, které byla vystavena, jí způsobila duševní onemocnění a potřebu pravidelné léčby v psychiatrických ústavech.

## Odkaz
Od roku 1962 patřila Bronisława Wajs ke Svazu polských spisovatelů.  Její básně byly přeloženy do němčiny, angličtiny, francouzštiny, španělštiny, švédštiny a italštiny.
V roce 1996 byly básnířčiny rukopisy a memorabilia zakoupeny od Jerzyho Ficowského a darovány Sdružení tvůrců a milovníků cikánské kultury v Gorzowu Wielkopolském.

### Ocenění
- Lubušská kulturní cena (Lubuska Nagroda Kulturalna, 1958)
- Cena Ministra kultury (Nagroda Ministra Kultury, 1978)
- Kulturní cena „Nadodrza“ (1978)[5]
- Cena města Gorzów (Nagroda Gorzowska, 1978)[5]

### Vydané básnické sbírky
(v překladu Jerzyho Ficowského)
- Pieśni Papuszy (Wrocław, 1956),
- Pieśni mówione (Łódź, 1973),
- Lesie, ojcze mój (Varšava, 1990),[5]
- Papusza, czyli wielka tajemnica. Wybór tekstów (Gorzów Wielkopolski, 1992).